# 莫利内
莫利内（法語：Molinet，法語發音：[mɔlinɛ]）是法国阿列省的一个市镇，位于该省东部，属于穆兰区。

## 地理
莫利内（46°27'57"N, 3°56'9"E）面积25.98 平方千米，位于法国奥弗涅-罗讷-阿尔卑斯大区阿列省，该省份为法国中部省份，北起涅夫勒省、西北接谢尔省，西南至克勒兹省，南至多姆山省，东南临卢瓦尔省，东临索恩-卢瓦尔省。
与莫利内接壤的市镇（或旧市镇、城区）包括：沙斯纳尔、库朗日、勒潘、武藏斯河畔圣莱热、迪关、拉莫特圣让、圣阿尼昂。

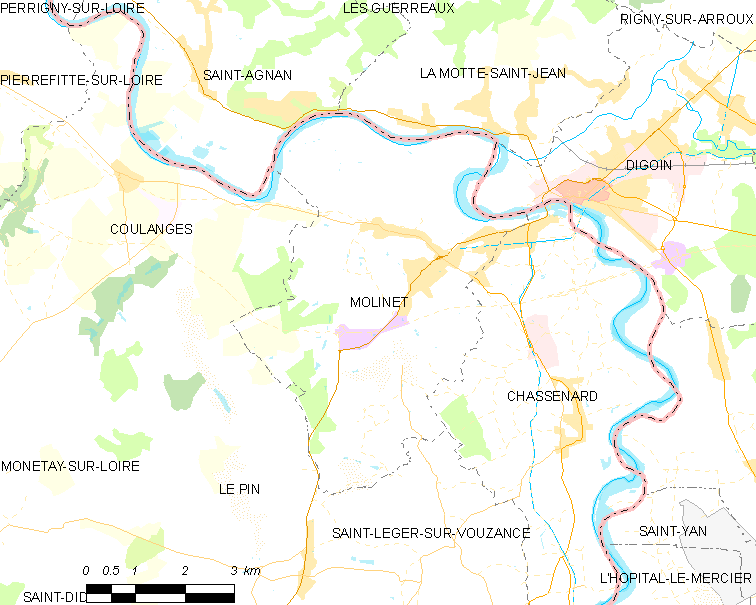
莫利内的OSM定位图

莫利内的时区为UTC+01:00、UTC+02:00（夏令时）。

## 行政
莫利内的邮政编码为03510，INSEE市镇编码为03173。

## 政治
莫利内所属的省级选区为贝布尔河畔栋皮埃尔县。

## 人口

1962-2008年间莫利内人口变化图示

莫利内于2022年1月1日时的人口数量为1120人。

## 交通
法国国道N79线（法語：RCEA）和阿列省省道D167线、D263线、D779线和D994线在境内交汇。